# میخ‌کوبی خاک

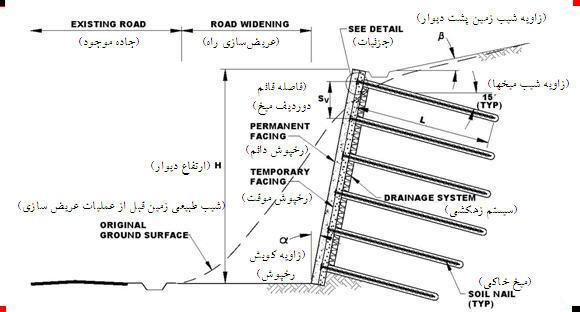
پایدارسازی ترانشه راه به روش میخکوبی خاک

میخ‌کوبی خاک (به انگلیسی: Soil Nailing) جزو بهترین روش‌های به کار بسته شده برای پایدارسازی شیب‌های خاکی است. نحوهٔ کلی کار در این روش، حفر شبکه‌ای از سوراخ‌ها در دیوارهٔ خاکی، قرار دادن میلگردهای فولادی و در نهایت پر نمودن فضای خالی سوراخ‌ها با استفاده از دوغاب سیمان است.

## تاریخچه
برای اولین بار مهندسین اتریشی از روش میخکوبی برای پایدارسازی شیروانی‌های سنگی در تونل استفاده کردند. آن‌ها در اوایل دههٔ ۱۹۶۰ برای پایدارسازی جداره‌های تونل، شبکه‌ای از سوراخ‌ها را در طاق و دیوارهای سنگی تونل حفاری کرده، در داخل آن میلگردهای فولادی قرار داده و قسمت انتهایی آن را با شبکهٔ مش‌بندی در محیط تونل گیردار کردند. سپس با دوغاب‌ریزی در سوراخ‌های حفر شده و بتن‌پاشی به جدارهٔ تونل، موفق به پایداری ایمن جداره‌های داخلی تونل شدند. این روش بعدها توسط مهندسین آلمانی و فرانسوی برای پایدارسازی در شیروانی‌های خاکی مورد استفاده قرار گرفت. به عبارت دیگر مهندسین آلمانی و فرانسوی، روش اتریشی میخ‌کوبی در سنگ را برای شیب‌ها و دیوارهای خاکی به کار بستند. آن‌ها استفاده از تکنولوژی میخکوبی در تونل را به پایدار نمودن شیب‌ها و دیوارهای خاکی گودبرداری شده و کولهٔ پل‌ها تعمیم دادند.
پس از آن استفاده از میخ‌کوبی به‌طور گسترده در طرح‌های مختلف عمرانی نظیر تثبیت ترانشه‌های خط آهن و بزرگ‌راه‌ها، ساخت سازه‌های نگهبان گودبرداری شده در مناطق شهری جهت احداث ساختمان‌های بلندمرتبه که شامل چندین طبقه در داخل زمین هستند و تثبیت شیب‌های زمین در برابر لغزش‌های احتمالی به کار بسته شد.
یکی از اولین کاربردهای میخ‌کوبی در خاک در سال ۱۹۷۲ برای تعریض خط آهن نزدیک ورسایل در فرانسه صورت گرفت. در آن پروژه یک شیروانی خاک برداری شده به ارتفاع ۱۸ متر با استفاده از میخ‌کوبی پایدار شد.
در آلمان برای اولین بار برنامهٔ تحقیقاتی گسترده‌ای بر روی دیوارهای میخ‌کوبی شده توسط دانشگاه کارل شروهه و شرکت ساختمانی بوئر بین سال‌های ۱۹۷۵ تا ۱۹۸۱ انجام شد. این برنامهٔ تحقیقاتی شامل آزمایش بر روی دیوارهای آزمایشی با مقیاس واقعی و با اندازه‌های مختلف بود تا بتوان از طریق آن روش‌های تحلیل و طراحی دیوارهای میخکوبی شده را گسترش داد.
همچنین در فرانسه برنامهٔ تحقیقاتی کلوتر متشکل از شرکای خصوصی و دولتی در سال ۱۹۸۶ برای انجام تحقیقات عددی و آزمایشگاهی پیرامون دیوارهای میخکوبی کلید خورد.
در آمریکای شمالی برای اولین بار در دههٔ ۱۹۷۰ دیورهای میخکوبی شدهٔ زیادی در شهرهای ونکوور، واشینگتن و مکزیکوسیتی اجرا شد. یکی از اولین دیوارهای میخکوبی شدهٔ قابل توجه در آمریکا، مهار خاکبرداری با عمق ۱۳٫۷ متر در ماسه لای‌دار متراکم برای توسعه بیمارستان گودسامایتان واقع در پورتلند اورگان بود که در سال ۱۹۷۶ به بهره‌برداری رسید. مهندسین این طرح در مقام مقایسه بین اجرای دیوار میخکوبی شده و اجرای دیوار حایل بتنی ابراز داشتند که این طرح با نصف زمان و ۸۵ درصد کاهش هزینه نسبت به اجرای دیوار حایل بتنی به بهره‌برداری رسیده‌است.
از دیگر پروژه‌های مهم میخکوبی در دههٔ ۱۹۸۰ در آمریکا می‌توان به دیوار میخکوبی با ارتفاع ۱۲ متر در یکی از پروژه‌های دولتی وزارت راه آمریکا در کامبرلند گپ واقع در ایالت کنتاکی اشاره کرد. همچنین وزارت راه آمریکا در سال ۱۹۸۹ برای اولین بار از تکنولوژی میخکوبی برای گودبرداری کوله‌های پل استفاده کرد.
در دو دههٔ اخیر استفاده از تکنولوژی میخکوبی در سراسر جهان رشد چشمگیری داشته‌است. این روش جزء روش‌های مورد علاقهٔ کارفرمایان بوده و مهندسین طراح و اجرا توجه بیشتری به تکنیک‌های طراحی و اجرایی میخکوبی پیدا کرده‌اند. در ابتدای رواج سیستم میخکوبی، از این سیستم بیشتر برای احداث سازه‌های نگهبان موقت استفاده می‌شد، در حالی که در ۱۰ سال گذشته استفاده از میخکوبی در احداث سازه‌های نگهبان دائمی نیز رشد چمشگیری پیدا کرده‌است.

## مراحل اجرای دیوارهای میخکوبی شده
- مرحله ۱. گودبرداری :

گودبرداری اولیه تا عمقی صورت می‌پذیرد که دیوارهٔ گودبرداری شده بتواند در مدت کوتاهی بین ۲۴ تا ۴۸ ساعت پایداری خود را حفظ کند. عمق گودبرداری جهت تأمین کوتاه مدت پایداری در بین ۱ تا ۲ متر می‌باشد. عرض گودبرداری انجام شده حداقل باید به اندازه‌ای باشد که بتوان ابزارهای لازم را در محل مستقر کرد. عرض مش فولادی در تعیین عرض گودبرداری مؤثر است، در عین حال، خاکبرداری در عرض‌های بزرگ‌تر از ۱۲ متر موجب افزایش تغییر شکل‌های افقی می‌گردد. پانل‌های خاکبرداری، یک در میان برداشت می‌شوند.
- مرحله ۲. حفاری چال برای اجرای میخ :

چال‌های مورد نظر با طول، قطر و شیب مشخص اجرا می‌شوند و امتداد آن‌ها تقریباً افقی می‌باشد.
- مرحله ۳. نصب میخ و دوغاب ریزی :

در این مرحله میلگردهای فولادی (میخ‌ها) در چال‌های پیش‌حفاری شده کار گذاشته می‌شوند. میلگردهای به کار رفته شده اغلب تو پر هستند اما می‌توان از میلگردهای توخالی نیز مطابق به آیین‌نامهٔ اجرایی وزارت راه آمریکا مربوط به میخکوبی با میلگردهای توخالی نیز استفاده کرد.
جهت آنکه راستای میلگردها دقیقاً در امتداد محور استوانهٔ چال‌های حفر شده باشد از ابزاری به نام مرکزکننده استفاده می‌شود. میلگردها در داخل مرکزکننده‌ها فرورفته و سپس در داخل چال، جاگذاری می‌شوند. چنانچه شرایط خوردگی شدید باشد از غلاف‌های پلاستیکی مخصوصی جهت محاظت از میخ‌ها استفاده می‌شود. در همین حال یک لولهٔ دوغاب ریزی به انتهای چال رفته و فضای خالی باقی مانده را از انتها تا ابتدای چال دوغاب ریزی می‌کند. شیب چال‌های حفر همان‌طور که پیش از این نیز گفته شد به مقدار ملایمی در پایین سطح افق قرار دارد؛ لذا دوغاب با نیروی وزن وارد شده بر آن به خوبی در حفره‌ها جا می‌گیرد. به چنین روشی، روش دوغاب ریزی ثقلی گفته می‌شود که جزء روش‌های متداول در میخکوبی به حساب می‌رود.
پیش از مرحلهٔ بعدی، نوارهای زهکشی ژئوکاپوزیتی بر روی سطح گودبرداری و به‌طور تقریبی بین شبکهٔ میخ‌های بیرون آمده کارگذاشته می‌شود. نوارهای زهکشی تا قسمت تحتانی گودبرداری ادامه می‌یابد تا زه‌آب جمع شده را به پاشنهٔ دیوار هدایت و خارج کند.
- مرحله ۴. ساخت پوشش شاتکریت موقتی :

قبل از آنکه مرحلهٔ بعدی گودبرداری شروع شود شاتکریت جهت یک‌پارچه سازی ابتدای میخ‌ها و کل سیستم بر روی سطح گود پاشیده می‌شود. نحوهٔ متداول اجرا به این صورت است که از یک پوشش شاتکریتی با میزان ملایمی از تسلیح فولادی استفاده شود. تسلیح فولادی اغلب شبکهٔ مش‌بندی شده از سیم‌های به هم جوش خورده‌است. طول پانل‌های مش فولادی جوش خورده باید به اندازه‌ای باشد که هر پانل با پانل کنار تا اندازه‌ای همپوشانی داشته باشد. در این مرحله لایهٔ نازک بتن شاتکریت بر روی سطح گود پاشیده می‌شود. بعد از آن یک صفحه پلیت فولادی بر روی نوک میخ کار گذاشته می‌شود. از واشر و مهره‌های شش گوش برای اتصال میخ به صفحهٔ پلیت استفاده می‌شود.
توجه شود که مدت ۷۲ ساعت لازم است تا بتن شاتکریت به مقاومت سه روزه تقریباً معادل ۱۰٫۵ مگاپاسکال برسد و بعد گودبرداری مرحلهٔ بعد انجام شود.
- مرحله ۵. ساخت دیوارهٔ میخکوبی شده تا عمق مورد نظر :

مراحل ۱ تا ۴ تا عمق مورد نظر جهت گودبرداری ادامه می‌یابد. در هر مرحله از گودبرداری، نوارهای زهکشی قایم که در انتهای گود به صورت لوله‌ای جمع شده‌است، در امتداد بعدی گودبرداری گسترده می‌شود. سپس پانل‌های مش‌بندی جدید بر روی پوشش کار گذاشته می‌شود. شاتکریت با همپوشانی قابل قبولی نسبت به لایهٔ بالایی شاتکریت بر روی دیوار پاشیده می‌شود. در انتهای گود نوار زهکشی دوباره لوله شده تا برای مرحلهٔ بعدی استفاده شود.
- مرحله ۶. ساخت پوشش دایمی و نهایی :

وقتی گودبرداری تا عمق مورد نظر ادامه یافت، سیستم میخکوبی شده در تمام سطح دیوار نصب شد و نیز آزمایش‌های لازم جهت اطمینان از عدم رخداد هر نوع گسیختگی انجام گرفت، ممکن است پوشش نهایی و دایمی ساخته شود. همان‌طور که گفته شد از پوشش دایمی در شرایطی استفاده می‌شود که از دیوار میخکوبی جهت سیستم پایدارسازی دایمی گود بهره گرفته شده باشد. برای پوشش‌های دایمی ممکن است از بتن مسلح درجا، شاتکریت مسلح یا پانل‌های پیش‌ساخته استفاده شود.

## شرایط مطلوب خاک برای میخکوبی
سیستم دیوارهای خاکی میخکوبی شده (SNW) در خاک‌های مختلفی با موفقیت اجرا شده‌است. عموماً در اینگونه خاک‌های مطلوب، سختی‌ها و پیچیدگی‌های ساخت به‌طور درازمدت وجود نداشته‌است. مواردی که میخکوبی خاک توجیه اقتصادی و تکنیکی داشته‌است عبارتند از:
- خاک‌هایی که در هنگام گودبرداری هر فاز، قادر به پایداری بدون حائل به ارتفاع ۱ تا ۲ متر به صورت قائم یا نزدیک به قائم برای مدت زمان ۱ تا ۲ روز باشند.
- تمام میخ‌هایی که در مقطع عرضی، بالای سطح آب زیرزمینی واقع شده‌اند؛ و
- چنانچه میخ‌هایی نیز زیر سطح آب زیرزمینی واقع شوند اما آب زیرزمینی به شکل بدی بر روی سطح گود، مقاومت باندی سطح اندرکنش گروت – خاک یا سلامتی درازمدت میخ‌ها تأثیر نگذارد (مثلاً کاراکترهای شیمیایی خاک، موجبات خوردگی را ایجاد نکند).
اگرچه یک نیاز مطلق نیست اما سودمند است که شرایط زمین، پیشروی دریل بدون کیسینگ را اجازه دهد و سوراخ حفر شده برای چند ساعت توانایی پایداری بدون حفاظ را داشته باشد تا میخ‌ها درون آن‌ها نصب گردند و گروت ریزی انجام شود. به کرات میخ‌های توخالی خود دریل‌گری (Hollow-stem drilling method)دیده شده‌است که در بخشی یا تمام طول سوراخ، کیسینگ (Casing) گذاری شده و با موفقیت نصب شده‌اند. با این حال انتخاب نوع دریل کردن بر می‌گردد به صلاحدید پیمانکار نصاب میخ‌ها.
در واقع شرایط خاک هنگامی برای ساخت SNW مطلوب فرض می‌شود که نتایج آزمون‌های محلی، صلاحیت خاک را تأیید نمایند. آزمون نفوذ استاندارد (SPT)که عدد SPT-N را بدست می‌دهد، می‌تواند برای تعیین شرایط مطلوب خاک اعتمادپذیری لازم را داشته باشد.
بر اساس معیارهای عمومی یادشده، تقسیم‌بندی خاک‌های مطلوب برای ساخت SNWها به صورت ذیل می‌باشد:
- خاک‌های ریزدانه سفت یا سخت :

خاک‌های ریزدانه (یا چسبنده) ممکن است شامل رس‌های سفت یا سخت، سیلت‌های رسدار، رس‌های لای دار، رس‌های ماسه دار،
لای‌های ماسه دار و ترکیبی از آن‌ها باشد. اینگونه خاک‌های ریزدانه به‌طور تجربی می‌تواند شامل خاک‌های سفت باشد که عدد SPT-N آن‌ها لااقل ۹ ضربه به ازای ۳۰۰ میلی‌متر است. با این حال برای تعیین مشخصات استقامتی خاک‌های ریزدانه، نباید منحصراً به مقادیر SPT-N تکیه شود. در عوض، مشخصات استقامتی (مقاومت برشی) باید به وسیلهٔ دیگر آزمایش‌های محلی یا آزمایشگاهی تهیه شود. برای به حداقل رساندن جابجایی‌های افقی درازمدت SNWها، خاک‌های ریزدانه باید خاصیت خمیری نسبتاً کمی داشته باشند (یعنی به‌طور کلی PI<15).
- خاک‌های دانه ای متراکم تا خیلی متراکم با کمی چسبندگی ظاهری :

اینگونه خاک‌ها شامل ماسه و شن می‌باشند و اعداد SPT-N بزرگتر از ۳۰ را نتیجه می‌دهند و با مقداری ریزدانه (معمولاً نه بیشتر از ۱۰ تا ۱۵ درصد) یا با سیمان طبیعی برای تأمین چسبندگی همراه هستند. نیروهای موئینگی در ماسه‌های ریز ممکن است یک چسبندگی ظاهری ایجاد نماید؛ در کل، چسبندگی ظاهری برای این خاک‌ها باید بزرگتر از ۵ کیلوپاسکال باشد تا زمان خودپایداری معقولی را تضمین نماید. برای جلوگیری از قطع شدید نیروهای موئینگی و بواسطه آن کاهش در چسبندگی ظاهری، لازم است جریان آب به سمت سطح گودبرداری به حداقل برسد که این عمل می‌تواند از طریق تغییر جهت دادن مسیر جریان آب انجام شود.
- سنگ هوازده بدون هیچگونه سطوح شکست :

سنگ هوازده به شرطی می‌تواند یک تکیه گاه مناسب برای میخ‌ها تأمین نماید که سطوح شکست در جهت‌های نامطلوب غالب نباشد. همچنین مطلوب است که درجه هوازدگی در کل سنگ تقریباً یکنواخت باشد که در این حالت تنها کافیست یک روش حفاری و نصب میخ اتخاذ گردد؛ برعکس تغییرات زیاد در هوازدگی سنگ در یک سایت ممکن است تیم مجری را مجبور به تعویض تجهیزات حفاری یا تغییر روش‌های نصب نماید و بواسطه آن اجرای SNW را پر هزینه سازد.
- رسوبات یخچالی :

اینگونه خاک‌ها معمولاً برای کاربرد SNW مناسب هستند به دلیل آنکه معمولاً متراکم، خوب دانه بندی شده یا با مقدار محدودی ریزدانه همراه هستند.